# Les Sœurs Hamlet
Les Sœurs Hamlet és una pel·lícula francesa dirigida per Abdelkrim Bahloul, rodada el 1996 i estrenada el 1998.

## Argument
Dues germanes adolescents d'origen algerià, Sonia i Karine Hamlet, que viuen amb la seva mare divorciada, surten de marxa nocturna per primer cop a una discoteca de París amb el seu amic Thomas. Aquest s'hi indisposa i ha d'anar a l'hospital, deixant penjades enmig de la ciutat a les dues germanes, que han begut massa per poder conduir. Allel, un algerià madur, s'ofereix a portar-les cap a casa. D'antuvi acepten amb malfiança, però al cap d'unes horesa aquest home els servirà com al referent patern que els manca.

## Repartiment
- Emilie Altmayer : Sonia
- Bérénice Bejo : Karine
- Mouloud Tadjer : Allel
- Colette Nucci : Mare
- Fabrice Centeno : Thomas
- Gad Elmaleh: Malo
- Boris Terral : Kriss
- Daniel Romand: empleat de PTT
- Paul Baïxas: Veí
- Élisabeth Commelin: Restauradora
- Catherine Andrea: Bogeria
- Séverine Automanelli: Prostituta rossa
- Yannick Bontoux: sindicalista de telecomunicacions
- Alexandre Caignet: Gorila de caixa
- Thierry Chiffe: gerent de caixa
- Nicolas Corsini: Home jove
- Pascal D'Amato: coixejant
- Suzanne Drouet: La infermera
- Philippe Duigenen: El Pare
- Marion Dumas: Noia accidentada
- Mary Einkeleburg: la nord-americana
- Frédérique Farina: Infermera
- Philippe Ferrand: Director de Telecomunicacions
- Sonia Foret: Els telèfons de la nena
- Gilles Gleizes: gerent de la sala de telecomunicacions
- Bourlem Guerdjou: Servidor
- Michèle Harfaut: La Mare
- Gilles Lellouche: Caixa del servidor
- Charles Maquignon: hospital Le Forcené
- Olivier Mare: Servidor
- Abdellah Ouahabi: propietari del pub
- Déborah Perret: La Mestressa
- Antoine Ruello: El client del taxi
- Juliette Steimer: Clienta de la caixa
- Anne Stoetzel: Dona jove
- Martine Vanderberghe: Cathy

## Reconeixements
Va formar part de la secció oficial de la XVII edició de la Mostra de València de 1996 representant Algèria, en la que va guanyar la Palmera d'or a la millor pel·lícula.}